# 库普特兰
库普特兰是法国马耶讷省的一个市镇，属于马耶讷区（Mayenne）库普特兰县（Couptrain）。该市镇总面积0.71平方公里，2009年时的人口为168人。

## 人口
库普特兰人口变化图示